# Horace Mann
För andra betydelser, se Horace Mann (olika betydelser).
Horace Mann, född den 4 maj 1796 i Franklin, Massachusetts, död den 2 augusti 1859 i Yellow Springs, Ohio, var en amerikansk skolreformator. Han var far till botanikern Horace Mann den yngre.
Mann, som var son till fattiga föräldrar, fick först vid 20 års ålder idka egentliga studier. Han blev advokat 1823 och 1853 föreståndare för Antioch College (en nybildad samskola i Ohio). Mann blev 1827 ledamot av Massachusetts representanthus och 1833 av dess senat, där han satt till 1837, de två senaste åren som dess talman, samt 1848 av unionskongressen. Alltifrån ungdomen intresserad av sociala frågor såg Mann i allas uppfostran till medborgare politikens viktigaste angelägenhet. Han talade och skrev för de svartas emancipation, besökte Europa för att studera skol- och fängelseväsendet samt arbetade för nykterhetssaken, inrättandet av mentalsjukhus och byggandet av järnvägar. Som sekreterare i den 1837 tillsatta undervisningskommissionen i Boston arbetade Mann oförtröttad av all opposition från pedagogiskt och teologiskt håll, inspekterade årligen Massachusetts läroverk, samlade lärare och medborgare till sina föredrag, upprättade mönsterskolor, utarbetade tolv årsberättelser om skolväsendet och utgav tidskriften "The common school journal" (10 band). Hans stil var stundom skarp och personlig. Manns samlade skrifter utgavs i tre band 1867 och "Thoughts selected from the writings of Horace Mann" 1869.